# Chiesa di San Domenico (Matera)
La chiesa di San Domenico è un edificio di culto in stile romanico parte di un monastero del XIII secolo situato nella centralissima Piazza Vittorio Veneto della città di Matera.

## Storia
Il complesso monastico di San Domenico si fa risalire alla costituzione dell'ordine dei Padri Predicatorial nel 1230 da parte del beato Nicola Paglia da Giovinazzo.
La struttura originale duecentesca è evidente all'esterno della chiesa, a parte la facciata ricostruita in stile romanico.

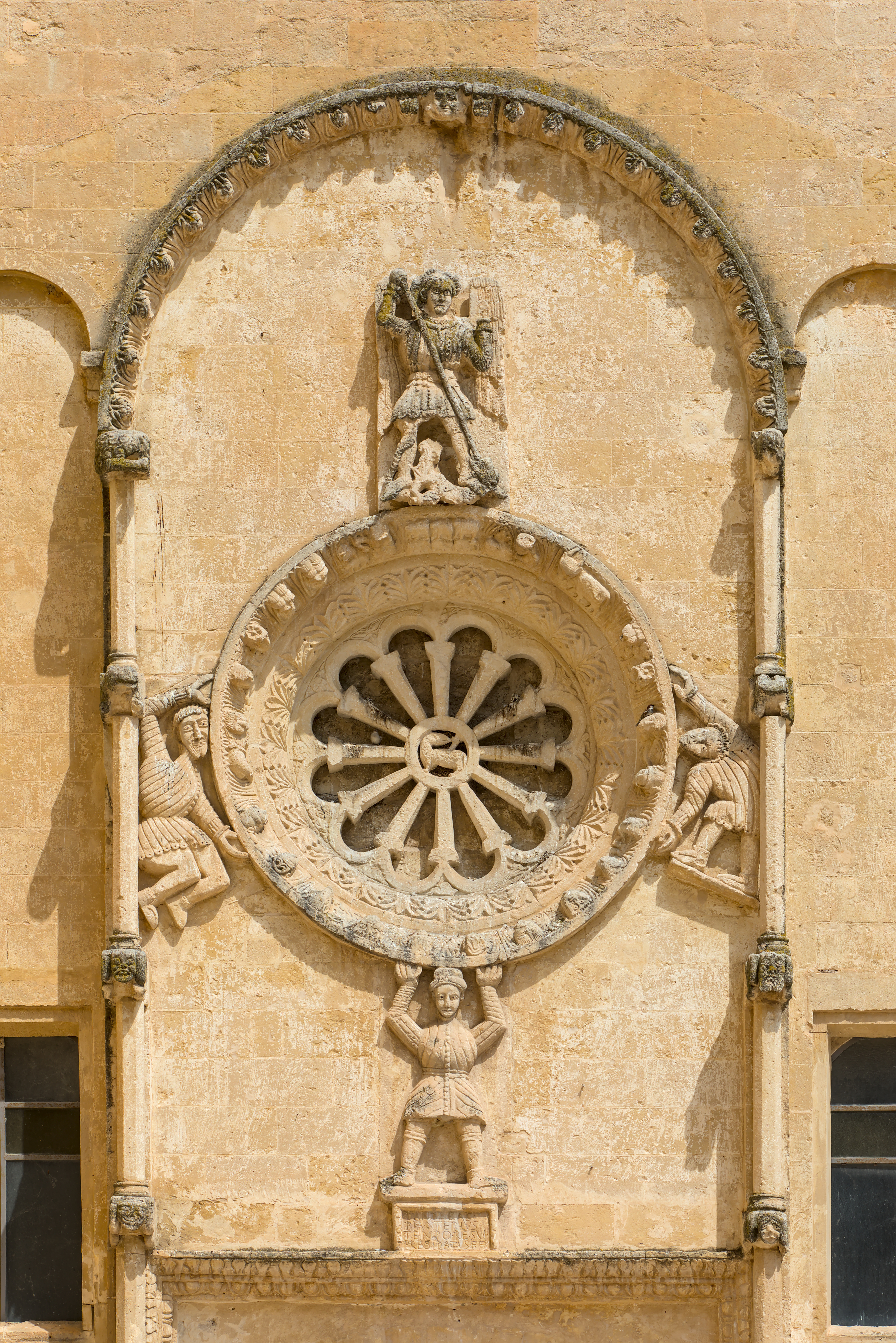
Il rosone.

## Architettura
La facciata è caratterizzata da archetti ciechi e da lesene, che si ritrovano anche sulla parete laterale. Il rosone ha al centro un cane con una fiaccola in bocca, simbolo dell'ordine dei domenicani.
L'interno è a croce latina, a tre navate. Sopra l'ingresso si trova un organo del XVII secolo. La navata di destra ospita una serie di opere e la Cappella ottagonale della Madonna del Rosario. La navata di sinistra ospita anch'essa una serie di opere e i resti dell porta che dava accesso al convento.
L'altare maggiore è ornato da un complesso in cartapesta della Madonna del Rosario e da un dipinto del seicento con la glorificazione di San Domenico.